# Skive-Løbet
La Skive-Lobet es una carrera ciclista de un día danesa que se disputa en Skive (Jutlandia) y sus alrededores, a finales del mes de abril.
Se creó en 1998, sin embargo tuvo varios parones no disputándose entre 1998 y 2001 ni en 2004 ni entre 2008 y 2009 siendo hasta el 2012 amateur, por ello la mayoría de sus ganadores han sido daneses; ascendiendo al profesionalismo en 2013 formando parte del UCI Europe Tour, dentro de la categoría 1.2 (última categoría del profesionalismo) aprovechando que uno y dos días después, respectivamente, se disputan las también carreras profesionales de la misma categoría de la Himmerland Rundt y el GP Viborg en el denominado Carreras del fin de semana del noroeste de Jutlandia.

## Palmarés
En amarillo: edición amateur.
| Año       | Ganador            | Segundo                    | Tercero              |
| --------- | ------------------ | -------------------------- | -------------------- |
| 1998      | Jakob Piil         |                            |                      |
| 1998-2001 | No se disputó      | No se disputó              | No se disputó        |
| 2002      | Jacob Nielsen      | Ari Højgaard               | Jan Jespersen        |
| 2003      | Jannik Skovlund    |                            |                      |
| 2004      | No se disputó      | No se disputó              | No se disputó        |
| 2005      | Morten Mikkelsen   | Christian Knørr            | Rune Udby            |
| 2006      | Michael Mørkøv     | Allan Bo Andresen          | Jacob Kodrup         |
| 2007      | Rune Udby          | Søren Pugdahl Pedersen     | Glenn Bak            |
| 2008-2009 | No se disputó      | No se disputó              | No se disputó        |
| 2010      | Andreas Frisch     | Thomas Guldhammer          | Jesper Hansen        |
| 2011      | Guytan Lilholt     | Andreas Frisch             | Geir Inge Berg       |
| 2012      | Sebastian Lander   | Morten Øllegaard           | Andreas Landa        |
| 2013      | Patrick Clausen    | Remco Te Brake             | Gorik Gardeyn        |
| 2014      | Phil Bauhaus       | Alex Rasmussen             | Rasmus Guldhammer    |
| 2015      | Alexander Kamp     | Haavard Blikra             | Sondre Moen Hurum    |
| 2016      | Johim Ariesen      | Erik Lahm                  | Mads Würtz           |
| 2017      | Martin Toft Madsen | Troels Vinther             | Torkil Veyhe         |
| 2018      | Rasmus Bøgh Wallin | Andreas Stokbro            | Christoffer Lisson   |
| 2019      | Frederik Rodenberg | Niklas Larsen              | Christoffer Lisson   |
| 2020      | No se disputó      | No se disputó              | No se disputó        |
| 2021      | Elmar Reinders     | Mads Østergaard Kristensen | Marcus Sander Hansen |

## Palmarés por países
| País         | Victorias |
| ------------ | --------- |
| Dinamarca    | 14        |
| Países Bajos | 2         |
| Alemania     | 1         |